# Anthony Jung
Anthony Jung (ur. 3 listopada 1991 w Villajoyosa) – niemiecki piłkarz hiszpańskiego pochodzenia występujący na pozycji obrońcy w niemieckim klubie SC Freiburg. Wychowanek Eintrachtu Frankfurt, w trakcie swojej kariery grał także w takich zespołach, jak FSV Frankfurt, RB Leipzig, Ingolstadt 04, Brøndby IF oraz Werder Brema. Młodzieżowy reprezentant Niemiec.